# La gran joventut
La gran joventut (títol original en francès, Les Amandiers) és una comèdia dramàtica francesa del 2022 coescrita i dirigida per Valeria Bruni Tedeschi en què l''actriu i cineasta recupera la passió dels seus anys de formació a l'escola de teatre Les Amandiers de Nanterre dirigida per Patrice Chéreau i Pierre Romans. S'ha doblat i subtitulat al català.

## Argument
La pel·lícula descriu les audicions per a la prova d'accés a l'escola de teatre Les Amandiers de Nanterre, especialment de l'any 1986 amb la posada en escena de Platonov, l'obra d'Anton Txékhov, en què els candidats joves arrisquen la vida, llancen les tripes a l'escenari i ho donen tot. Els membres del jurat semblen dubtar entre la diversió i l'admiració.
El llargmetratge és autobiogràfic, els personatges de Stella i Etienne són alter egos de Valeria Bruni Tedeschi i Thierry Ravel.

## Al voltant de la pel·lícula
L'actor principal, Sofiane Bennacer va ser acusat de violació i violència domèstica sobre els seus companys i alguns cinemes van decidir eliminar la pel·lícula de la seva programació. L'Académia dels Césars va decidir retirar Sofiane Bennacer de la llista de preseleccionats per al César al millor actor revelació de 2023.
Bernard Nissille, que interpreta el majordom, Franck Demules, que interpreta el conserge, i Isabelle Renauld, que interpreta l'ajudant de Chéreau, són ells mateixos alumnes de l'escola Les Amandiers en l'època retratada per la pel·lícula.

## Premis
- Festival Internacional de Cinema Francòfon de Namur[10]
  - Bayard a la millor fotografia
  - Premi RTBF
- César 2023: César a la millor actriu revelació per a Nadia Tereszkiewicz